# Городок (Чечерский район)
Городо́к (бел. Гарадок) — посёлок в Оторском сельсовете Чечерского района Гомельской области Республики Беларусь.

## География

### Расположение
В 3 км на северо-запад от Чечерска, 40 км от железнодорожной станции Буда-Кошелёвская (на линии Гомель — Жлобин), 68 км от Гомеля.

### Гидрография
На западе и севере мелиоративные каналы, соединённые с рекой Чечора (приток реки Сож).

## Транспортная сеть
На автодороге Рысков — Чечерск. Планировка состоит из короткой прямолинейной, ориентированной с юго-востока на северо-запад улицы, застроенной деревянными усадьбами.

## История
Основан в начале XX века переселенцами из соседних деревень. Наиболее активная застройка приходится на 1920-е годы. В 1926 году работало почтовое отделение, в Глубочицком сельсовете Чечерского района Гомельского округа. В 1930 году организован колхоз. 12 жителей погибли во время Великой Отечественной войны. Согласно переписи 1959 года в составе колхоза «Стяг коммунизма» (центр деревня Отор).

## Население
- 1926 год — 13 дворов, 86 жителей.
- 1959 год — 100 жителей (согласно переписи).
- 2004 год — 19 хозяйств, 48 жителей.